# Robogók listája
Az alábbi lista az egyes gyártók által előállított robogótípusokat illetve -modelleket tartalmazza.

## Aprilia
- Aprilia Area 51
- Atlantic
- Mojito
- Scarabeo
- Aprilia SR

1. SR Viper/Urbankid
2. SR Max Biaggi
3. SR WWW
4. SR Racing
5. SR 2000
6. SR Ditech
7. SR R
8. SR Factory
9. SR Street LC

- Leonardo 125
- Leonardo 150
- Leonardo 250
- Leonardo 300
- Aprilia RS
- Aprilia Sonic
- Aprilia Rally

1. AC
2. LC

## Benelli
- S50 cicloscooter
- 491 st
- 491 rr
- 491 gt
- k2 ac
- k2 lc
- naked

## Beta
- Ark
- Eikon

## EagleCraft
- Verano
- Vintage
- Spider
- Locus
- Ghost Rider
- Cabretta
- Aero

## Flyscooters
- Cadenza
- Il Bello
- La Vie
- Swift

## Gilera
- DNA
- Fuoco
- GP800
- Ice (discontinued)
- Nexus
- Runner
- Stalker (also known as SKP)
- Storm

## Heinkel
- Tourist

## Honda
- Aero
- Bali
- Big Ruckus
- Dio
- Elite
- Metropolitan
- Metropolitan II
- Pal
- PAX
- Scoopy
- Silver Wing
- SFX
- Vision
- X8RS
- Zoomer/Ruckus

## Hussar
- Hussar CPI Power

## Italjet
- Formula
- Dragster

## Keeway
- Keeway Hurricane
- Keeway F-Act
- Keeway F-Act Racing
- Keeway F-Act NKD
- Keeway Matrix
- Keeway Flash
- Keeway Hacker
- Keeway Goccia
- Keeway ARN
- Keeway Pixel
- Keeway Outlook
- Keeway Outlook Sport
- Keeway Venus (retro)

## Kymco
- Kymco Agility
- Kymco Fever ZX
- Kymco People
- Kymco Super 8
- Kymco Super 9
- Kymco Movie
- Kymco Movie XL
- Kymco Bet and Win (B&W)

## Malaguti
- Malaguti Ciak 100
- F10
- Phantom F12
- Firefox F15
- Yesterday
- Malaguti ronco
- Malaguti Crosser
- Malaguti F18

## MBK
- MBK Nitro 50/100
- MBK Ovetto
- MBK Booster

## Peugeot
- SV50
- Vivacity
- Metal-x
- Zenith
- Speedfight
- Speedfight 2
- buxy
- speedake
- Rapido
- Elyseo
- Elystar
- JetForce
- Trekker

1. TKR OffRoad
2. TKR SubUrban

## Piaggio
- Carnaby
- Fly
- Liberty
- MP3
- NRG
- Sfera
- Typhoon
- Vespa ET2
- Vespa ET4
- Vespa GT (Granturismo)
- Vespa GTS
- Vespa GTV
- Vespa LX
- Vespa LXV
- Vespa PK
- Xevo
- X7
- Zip 4T
- Piaggio Zip sp1
- Piaggio Zip sp2

## PGO
- G-MAX 50
- G-MAX 125
- G-MAX 150
- G-MAX 200
- G-MAX 250
- PMX Naked 50

big max 90
álitolag 82cca

## Puch
- Zip

## Schwinn
- Hope 50
- Laguna 50 & 150
- Newport 50 & 150
- Sport 50 & 150
- Valo 50 & 150
- schwinnscooters.com Archiválva 2008. szeptember 13-i dátummal a Wayback Machine-ben

## Suzuki
- Sixteen
- Burgman
- Estilette
- Katana AY50
- Zillion
- RMX

## Sym
- Sym DD
- Sym Jet Euro X
- Sym Jet Sport X
- Sym Mio

## Vespa
- V98
- V125 V1t
- V125 V11t
- V125 V30-33t
- 125 VU1t
- 125 VM1-2t
- 125 VN1-3t
- 150 VL1-3t
- 150 VB1t
- 125 VNA
- 150 VBA
- 125 VNB
- 150 VBB
- 150 GL
- 125 Super
- 150 Super
- Allstate
- Primavera
- Nuova 125

## Yamaha
- Yamaha Aerox R
- C3
- Jog
- Yamaha JogR
- Yamaha JogRR
- Yamaha BW'S
- Yamaha Neo's
- Yamaha REX 50
- Yamaha TZR
- Yamaha Majesty
- Yamaha Morphous
- Yamaha Vino 125
- Yamaha Vino Classic
- Spy
- Zest
- Mint
- Yamaha XC125 180 és Yamaha 200 Riva
- Yamaha Zuma

## Külső hivatkozások
- Robogó.lap.hu - linkgyűjtemény